# Золотий бичок
«Золотий бичок» (вірм. «Ոսկե ցլիկ») — радянський короткометражний художній фільм 1955 року, знятий на Єреванській кіностудії.

## Сюжет
Історія про боротьбу між керівниками двох колгоспів за племінного бичка.

## У ролях
- Гурген Габриєлян —  Наджарян
- Ашот Нерсесян —  Погос
- Майрануш Пароникян —  Вард
- Армен Хостикян —  Маміконов
- Леонід Довлатов —  Цолак
- Вагінак Маргуни —  Сурен
- Георгій Чепчян —  волейболіст
- Едуард Абалян — епізод
- Ішхан Гарибян —   Гурген
- Джемма Сарибекян —  доярка

## Знімальна група
- Режисер — Моко Акопян
- Сценаристи — Р. Єрицян, Георгій Арутюнян
- Оператор — Жирайр Вартанян
- Композитори — Едуард Багдасарян, Степан Джербашян
- Художник — Рафаель Бабаян